# Bitwa o Villers-Bocage
Bitwa pod Villers-Bocage – bitwa stoczona podczas II wojny światowej 13 czerwca 1944 r., tydzień po lądowaniu aliantów w Normandii, które rozpoczęło wyzwalanie okupowanej przez Niemców Francji. Bitwa była wynikiem próby poszerzenia swoich przyczółków w Normandii przez wojska brytyjskie poprzez wykorzystanie luki w niemieckiej obronie na zachód od miasta Caen. Po jednym dniu walk w okolicach miasteczka Villers-Bocage i drugim dniu obrony pozycji poza miastem siły brytyjskie wycofały się.
Zarówno alianci, jak i Niemcy uważali kontrolę nad Caen za niezbędną w bitwie o Normandię. W dniach następujących bezpośrednio po lądowaniu 6 czerwca, Niemcy szybko ustanowili silne pozycje obronne przed miastem. 9 czerwca dwutorowa brytyjska próba otoczenia i zdobycia Caen została powstrzymana. Na prawej flance brytyjskiej 2 Armii amerykańska 1 Dywizja Piechoty zmusiła niemiecką 352 Dywizję Piechoty do odwrotu i otworzyła lukę na niemieckiej linii frontu. Wykorzystując okazję do ominięcia niemieckiej Dywizji Panzer Lehr blokującej bezpośrednią trasę na południe w rejonie Tilly-sur-Seulles, połączone siły złożone z czołgów, piechoty i artylerii, oparte na 22 Brygadzie Pancernej 7 Dywizji Pancernej, przeszły przez lukę manewrem okrążającym w kierunku Villers-Bocage. Brytyjscy dowódcy mieli nadzieję, że pojawienie się tak znacznej siły na tyłach Niemców zmusi Dywizję Panzer Lehr do wycofania się lub doprowadzi do jej otoczenia.
Pod dowództwem bryg. Williama „Loony” Hinde’a 22 Brygada Pancerna dotarła do Villers-Bocage bez większego oporu ze strony wroga rano 13 czerwca. Szpica kolumny na wschód od miasta zbliżała się do Wzgórza 213, gdzie została zaatakowani przez czołgi Tygrys 101. batalionu czołgów ciężkich SS. W mniej niż 15 minut zniszczono większość brytyjskich czołgów, dział przeciwpancernych i pojazdów transportowych, wiele z nich zostało trafionych pociskami z czołgu dowodzonego przez SS-Obersturmführera Michaela Wittmanna. Niemcy następnie zaatakowali Villers-Bocage, lecz zostali odrzuceni, tracąc kilka Tygrysów oraz Panzer IV. Po sześciu godzinach walki Hinde nakazał wycofanie się i zajęcie defensywnych pozycji na jednym ze wzgórz na zachód od Villers-Bocage. Następnego dnia Niemcy zaatakowali 22 Brygadę, przygotowaną do obrony z trzech stron. Brytyjczycy odparli niemiecki kontratak za cenę wysokich strat, po czym wycofali się z wybrzuszenia. Bitwa o Caen toczyła się na wschód od Villers-Bocage, którego ruiny zostały zdobyte dopiero 4 sierpnia po dwóch nalotach strategicznych bombowców RAF-u.
Zachowanie Brytyjczyków w bitwie pod Villers-Bocage było kontrowersyjne, ponieważ ich wycofanie się oznaczało koniec poszerzania przyczółków po lądowaniu w Normandii i rozpoczęcie wojny pozycyjnej na przedpolach Caen. Część historyków uważa, że za porażkę wojsk brytyjskich odpowiadał brak zdecydowania w działaniu niektórych starszych dowódców, a nie siła bojowa armii niemieckiej, podczas gdy inni uważają, że brytyjskie siły były niewystarczające do wykonania postawionego przed nimi zadania.

## Tło sytuacyjne

### D-Day i Operacja Perch

Pozycje alianckie i niemieckie w dniu 12 czerwca 1944 r., z zaznaczonym atakiem oskrzydlającym Brytyjczyków przez lukę Caumont oraz ataki wspierające amerykańskiej 1 Dywizji Piechoty

Brytyjska 3 Dywizja Piechoty ze składu I Korpusu wylądowała na plaży Sword 6 czerwca 1944 r., lecz jej ostatecznym celem w dniu inwazji było Caen, położone 14 km w głąb lądu. Okolice miasta były atrakcyjne dla planistów alianckich, ponieważ znajdowały się tam lotniska, były otwarte, suche i sprzyjały szybkim operacjom ofensywnym, przy których alianci mieli przewagę liczebną w czołgach i jednostkach mobilnych. Próba zdobycia Caen w dniu lądowania była ambitna, lecz korki na plażach opóźniły wymarsz 27 Brygady Pancernej. Postępy 3 Dywizji Piechoty zostały zahamowane, gdy walczyła ona z niemieckimi fortyfikacjami na plaży, a całkowicie zatrzymane na rogatkach Caen przed zmrokiem przez elementy niemieckiej 21 Dywizji Pancernej.
Następnego dnia Brytyjczycy rozpoczęli Operację Perch, obejmującą południowo-wschodnią część Caen, zgodnie z planem inwazji. I Korpus kontynuował atak na Caen, ale Niemcy byli w stanie wzmocnić swoją obronę, co uniemożliwiło zajęcia miasta z marszu z małą liczbą żołnierzy i czołgów. 9 czerwca dowódca alianckich sił lądowych, gen. Bernard Law Montgomery zrewidował założenia Operacji Perch, aby była ona większym atakiem oskrzydlającym, aby wziąć miasto w kleszcze. Po opóźnieniach spowodowanych zmianą ustawienia sił atakujących, 12 czerwca rozpoczęły się jednoczesne ataki na zachód i na wschód od Caen. Po wschodniej stronie rzeki Orne, dwie atakujące brygady z 51 Dywizji Piechoty Highland zostały zatrzymane przez 21 Dywizję Pancerną, a 13 czerwca atak został odwołany. Na zachód od Caen XXX Korpus nie był w stanie ruszyć na południe od wioski Tilly-sur-Seulles przeciwko Dywizji Panzer Lehr, jednej z najpotężniejszych formacji w całej Panzerwaffe, która niedawno przybyła do Normandii.

## Luka Caumont

Schemat ataku amerykańskiego przez lukę Caumont

W nocy z 9 na 10 czerwca niemiecka 352 Dywizja Piechoty wycofała się w kierunku Saint-Lô, tworząc szeroką lukę w niemieckich liniach obronnych, obsadzoną tylko przez lekko uzbrojoną piechotę. 12 czerwca brytyjska 7 Dywizja Pancerna minęła lukę, kierując się w stronę Villers-Bocage i wzgórz za nim, podczas gdy amerykańska 1 i 2 Dywizja Piechoty rozpoczęły własne ataki wspierające.
Podczas gdy Niemcom na prawej flance XXX Korpusu udało się uniknąć oskrzydlenia Caen, na styku brytyjskiej 2 Armii i amerykańskiej 1 Armii pięć niemieckich grup bojowych, w tym ostatnie rezerwy LXXXIV Korpusu zostało zniszczonych, pozostawiając jedynie resztki 352 Dywizji Piechoty broniącej frontu od Trévières do Agy. Ataki amerykańskie spowodowały upadek lewej flanki dywizji, a w nocy z 9 na 10 czerwca dywizja wycofała się do Saint-Lô; odwrót spowodował powstanie 12-kilometrowej luki pomiędzy Dywizją Panzer Lehr a wojskami niemieckimi w pobliżu Caumont-l’Éventé, przy czym w okolicy pozostał tylko batalion rozpoznawczy 17 Dywizji Pancernej. Niemcy chcieli, aby 2 Dywizja Pancerna wypełniła lukę, lecz 10 czerwca większość dywizji nadal znajdowała się między Amiens i Alençon i nie spodziewano się, że z trudnością przybędzie dopiero 13 czerwca. Chociaż niechętny do zaangażowania elementów 2 Dywizji Pancernej w tę bitwę, gen. Hans Freiherr von Funck, dowódca XLVII Korpusu Pancernego ruszył z dywizyjnym batalionem rozpoznawczym do Caumont, aby utrzymać tę niezwykle ważną pozycję. W tym czasie dowódca brytyjskiej 2 Armii, gen. Miles Dempsey rozkazał gen. Gerardowi Bucknallowi, dowódcy XXX Korpusu i gen. George’owi Erskine’owi, dowódcy 7 Dywizji Pancernej, odskoczyć ze swoją dywizją od walk wokół Tilly-sur-Seulles i aby przejść przez lukę w linii frontu, zdobyć Villers-Bocage i zagrozić odsłoniętej lewej flance Dywizji Panzer Lehr. Brytyjskim celem była grań położona 2,6 km na wschód od Villers-Bocage. Dempsey miał nadzieję, że jej zdobycie zmusi Dywizję Panzer Lehr do wycofania się lub doprowadzi do jej otoczenia. 50 Dywizja Piechoty Northumbrian oraz większość brygady piechoty 7 Dywizji Pancernej miały kontynuować atak przeciwko Dywizji Panzer Lehr wokół Tilly-sur-Seulles, zaś amerykańska 1 i 2 Dywizja Piechoty z V Korpusu miały kontynuować swoje postępy.
7 Dywizja Pancerna spędziła ranek 12 czerwca, atakując w kierunku Tilly-sur-Seulles zgodnie z jej oryginalnymi rozkazami i o godz. 12:00 Erskine nakazała Hinde’ owi natychmiast przeprowadzić 22 Brygadę Pancerną przez lukę. Wkrótce potem 8 Irlandzki Królewski Pułk Huzarów, dywizyjny pułk rozpoznawczy, zaczął rozpoznawać trasę dla brygady, podczas gdy reszta dywizji opuściła Trungy około godz. 16:00. Cztery godziny później główna jednostka znajdowała się blisko Livry po 19-kilometrowym bezproblemowym marszu, z czego ostatnie 9,7 km wiodło już przez terytorium nieprzyjaciela. Czołgi Cromwell 8 Pułku Huzarów zostały zaatakowane przez działo przeciwpancerne Kompanii Pancernej Dywizji Panzer Lehr, którego załoga utrzymywało pozycję przez dwie godziny. Taylor napisał, że jego czołg został zniszczony, Forty zaś odnotował, że stracono dwa czołgi. Mając nadzieję, że wprowadzą Niemców w błąd co do celu, po dotarciu w pobliże La Mulotiere na północ od Livry, Hinde nakazał zatrzymać się na noc, a 8 Irlandzki Królewski Pułk Huzarów i 11 Królewski Pułk Huzarów Prince Albert’s Own i pułk pojazdów opancerzonych XXX Korpusu w tym czasie prowadziły rozpoznanie na flankach. 11 Pułk Huzarów nie napotkał oporu na prawej flance i nawiązał kontakt z amerykańską 1 Dywizją Piechoty w pobliżu Caumont oraz na lewej flance; natomiast 8 Pułk Huzarów zlokalizował elementy Dywizji Panzer Lehr w odległości mniejszej niż 3,2 km.

## Plan

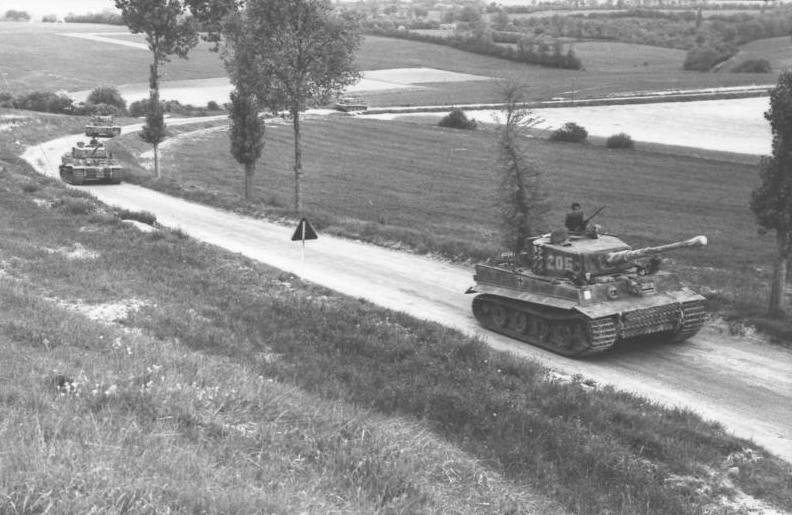
Kompania pancerna Wittmannana francuskiej drodze krajowej 316 w drodze do Morgny, 7 czerwca 1944 r. Wittmann stoi w wieży Tygrysa o numerze taktycznym 205

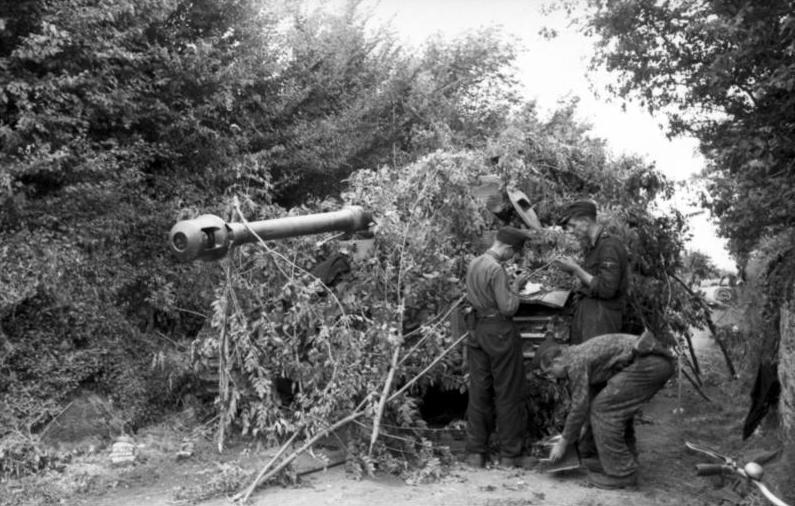
Zakamuflowany czołg Tygrys

Było jasne, że aby kontrolować Villers-Bocage, Brytyjczycy będą musieli szybko zająć wzgórze. 4 Pułk County of London Yeomanry Sharpshooters, wraz z kompanią 1 Batalionowej Brygady Strzelców, miał przejść przez Villers-Bocage i zająć szczyt wzgórza 213. 1/7 Pułk Queen’s Royal West Surrey miał iść za nim i zająć miasto, a 5 Królewski Pułk Pancerny oraz kompania z Brygady Strzelców w tym samym czasie opanowaliby wzniesienie w Maisoncelles-Pelvey na południowy zachód od Villers-Bocage. 260. bateria przeciwpancerna Pułku Norfolk Yeomanry pokryłaby lukę między 4 a 5 Pułkiem za pomocą samobieżnych dział przeciwpancernych Achilles. 5 Pułk Królewskiej Artylerii Konnej miał podążać za resztą grupy w działach samobieżnych Sexton. W Amayé-sur-Seulles utworzono kwaterę główną 5 Pułku i sztab taktyczny grupy zadaniowej. Dwa pułki Huzarów miały zapewniać ochronę flanki przed Dywizją Panzer Lehr i rozpoznawać niemieckie pozycje po obu stronach linii natarcia. 131 Brygada Piechoty, z 1 Królewskim Pułkiem Czołgów oraz 1/5. batalionem Królewskiego Pułku Pancernego i 1/6. batalionem Pułku Queen’s Royal West Surrey miała utrzymywać Livry jako bazę.
Dowódca I Korpusu Pancernego SS Obergruppenführer Sepp Dietrich nakazał swojej jedynej rezerwie, 101. batalionowi czołgów ciężkich SS, aby ruszyli za Dywizją Panzer Lehr i 12 Dywizją Pancerną SS w rejonie Villers-Bocage, jako środek zapobiegawczy przed próbą przejścia aliantów przez lukę Caumont. 101. batalion przybył do Normandii 12 czerwca, po pięciodniowym przejeździe z Beauvais. Początkowo miał na stanie 45 Tygrysów, ale został zredukowany do około 17 w pełni sprawnych maszyn w wyniku ataku powietrznego alianckiego lotnictwa w pobliżu Wersalu. 1. kompania przeniosła się na pozycję 9 km na północny wschód od Villers-Bocage; 2. kompania na południe od Wzgórza 213, a 3. kompania pozostała w pobliżu Falaise z jednym czołgiem nadającym się do naprawy. 2. kompania posiadała dwanaście czołgów, ale z powodu strat od bombardowań z powietrza i awarii mechanicznych tylko sześć czołgów było obecnych na polu walki 13 czerwca. Teren wokół Villers-Bocage znalazł się pod ciężkim ostrzałem alianckiej artylerii okrętowej w nocy z 12 na 13 czerwca, zmuszając 2. kompanię do trzykrotnego przenoszenia się na inną pozycję; kompania zaplanowała na rano remont maszyn.

## Bitwa

### Natarcie brytyjskie

Topografia obszaru na zachód od Caen

We wczesnych godzinach porannych 13 czerwca 1 Brygada Strzelców rozpoznała pierwsze 800 m trasy natarcia. Według ich doniesień w Livry nie było Niemców, natarcie wznowiono więc o 5:30 z 4 Pułkiem na czele. Kolumna spotkała się z radosnymi francuskimi cywilami, co rozluźniło nastrój i osłabiło czujność wśród żołnierzy. Brytyjczycy otrzymali błędne informacje o tym, że niemieckie czołgi zostały uwięzione w Tracy-Bocage, ponadto niosły się pogłoski, że inne pojazdy wroga w podobny sposób utknęły w Château de Villers-Bocage. 11 czerwca niemiecki personel medyczny założył szpital polowy w zamku, ale ewakuował się o świcie 13 czerwca; w mieście pozostało kilku żołnierzy niemieckich.
Gdy kolumna zbliżyła się do Villers-Bocage, załoga niemieckiego pojazdu opancerzonego Sd.Kfz. 231 zauważyła brytyjskie natarcie i uciekła. O godz. 8:30, pokonawszy 8 km, 22 Brygada Pancerna wkroczyła do miasta, gdzie powitali ją uradowani mieszkańcy; dostrzeżono dwóch niemieckich żołnierzy wyjeżdżających z dużą prędkością w Kübelwagenie. Dwa pułki Huzarów nawiązały kontakt z siłami niemieckimi po obu stronach trasy 22 Brygady, a 8 Pułk Huzarów związał walką niemieckie ośmiokołowe samochody pancerne. Huzarzy donosili, że niemieckie czołgi zmierzają w kierunku Villers-Bocage, ale por. Charles Pearce z 4 Pułku uznał, że są to prawdopodobnie działa samobieżne.

### Poranek
Gdy Villers-Bocage zostało zajęte, Szwadron A 4 Pułku wyruszył w stronę Wzgórza 213 bez wcześniejszego rekonesansu, zgodnie z rozkazem. Kübelwagen z uciekającymi Niemcami został zniszczony, a czołgi zajęły na zdobytym wzgórzu pozycje z ukrytym kadłubem, aby ustanowić perymetr obronny. Wzdłuż drogi pomiędzy miastem a wzgórzem transportery Universal Carrier należące do 1 Brygady Strzelców zjechały na pobocze jeden za drugim, aby umożliwić sprawne przejście posiłków w stronę Wzgórza 213. Strzelcy zsiedli z pojazdów i wystawili czujki, lecz mieli zasięg obserwacji mniejszy niż 230 m po obu stronach drogi.
Mjr Wright, dowódca 1 Brygady Strzelców zwołał odprawę dla wszystkich oficerów i starszych podoficerów kompanii A na Wzgórzu 213. W trakcie narady uświadomiono sobie, że jeden pocisk może zabić wszystkich dowódców kompanii jadących w jednym samochodzie, dlatego postanowiono rozproszyć ich po różnych pojazdach opancerzonych. W Villers-Bocage, ppłk William Onsow, dowódca 4 Pułku, wyraził zaniepokojenie tym, że jego ludzie zostali postawieni na jedną kartę, ale Hinde zapewnił go, że wszystko jest w porządku i że nakazał mu dotarcie do Wzgórza 213, aby zapewnić jego ludziom dobre pozycje obronne. Hinde następnie opuścił Villers-Bocage i odjechał do swojej kwatery głównej.

Na południe od Wzgórza 213 Wittmann, dowódca 2. kompanii 101. batalionu czołgów ciężkich był zaskoczony brytyjskim natarciem przez Villers-Bocage: 

Nie miałem czasu na zebranie kompanii; zamiast tego trzeba było działać szybko, bo musiałem założyć, że wróg już mnie zauważył i zniszczy mnie w miejscu, w którym stałem. Wyruszyłem z jednym czołgiem i przekazałem rozkaz innym, aby nie wycofywali się ani o krok, ale utrzymywali swoje pozycje za wszelką cenę

Tygrys Wittmanna został zauważony około godz. 9:00 przez sierż. O’Connora z 1. plutonu kompanii A 1 Brygady Strzelców, który zmierzał w kierunku Wzgórza 213 w pojeździe półgąsienicowym M3 i zdecydował się przerwać ciszę radiową, aby nadać jedyne ostrzeżenie o czołgach Wittmana, jakie otrzymały siły brytyjskie:

Na miłość Boską, ruszać się! Tygrys pięćdziesiąt jardów od nas! (ang. For Christ’s sake get a move on! There’s a Tiger running alongside us fifty yards away!)

Tygrys wyłonił się zza osłony, wjechał na drogę krajową nr 175 i obezwładnił Cromwella, który stał jako ostatni w kolumnie pod Wzgórzem 213. W drugiej kolejności trafił Shermana Firefly stojącego z przodu kolumny, który szybko zapalił się i zablokował drogę. W ten sposób kolumna została zamknięta pomiędzy dwoma wrakami i nie mogła ani ruszyć do przodu, ani wycofać się. Brytyjczycy na Wzgórzu 213 zostali następnie zaatakowani przez resztę Tygrysów 2. kompanii i stracili kolejne trzy czołgi.

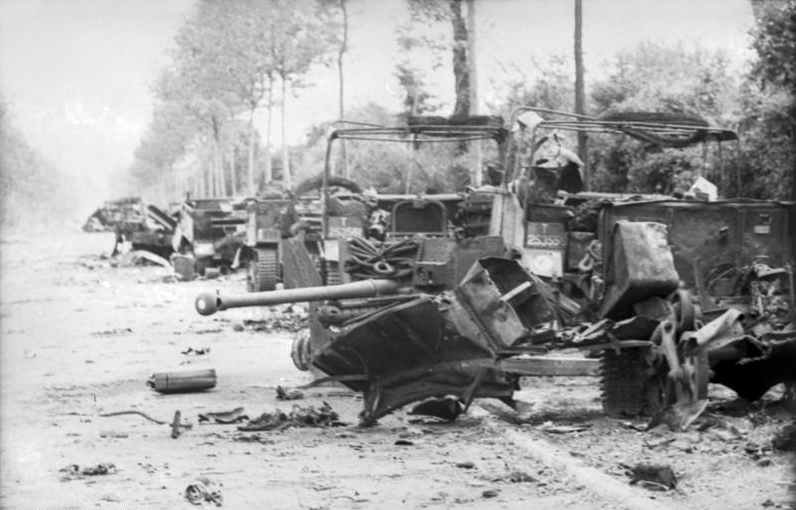
Pozostałości kolumny transportowej 1 Brygady Strzelców i 6-funtowego działa przeciwpancernego na drodze pomiędzy Villers-Bocage i Wzgórzem 213

Wittmann nacierał w kierunku Villers-Bocage. Żołnierze Brygady Strzelców wzdłuż drogi próbowali odpowiedzieć ogniem granatników przeciwpancernych PIAT i 6-funtowego działa przeciwpancernego, ale gdy Tygrys się zbliżył, wybuchła panika, a strzelcy rzucili się w poszukiwaniu schronienia. Pojazdy brygady zostały podpalone przez ogień burtowych karabinów maszynowych i pociski burzące, które jednak spowodowały niewiele ofiar wśród żołnierzy. Na wschodnim krańcu Villers-Bocage Wittmann zaatakował i obezwładnił trzy lekkie czołgi M3 Stuart oddziału rozpoznawczego 4 Pułku.
W mieście czołgi sztabu 4 Pułku próbowały uciec, ale ich prędkość na biegu wstecznym była bardzo powolna. Tylko jeden z brytyjskich czołgów oddał dwa strzały, zanim został zniszczony przez Tygrysa. Dwa czołgi skręciły z drogi do ogrodów. Adiutant dowódcy 4 Pułku, kpt. Pat Dyas zaparkował za stodołą; Tygrys przejechał obok rozbitego Stuarta w kierunku centrum miasta, obezwładniając kolejny czołg, ale nie trafił w Dyasa. Por. Charles Pearce wziął swój samochód zwiadowczy i ostrzegł resztę oddziału rozpoznawczego w centrum miasta, po czym ruszył dalej na zachód, aby ostrzec Szwadron B 4 Pułku. Wittmann w tym czasie trafił kolejnego Cromwella, a na głównej ulicy obezwładnił dwa czołgi oddziału obserwacyjnego artylerii 5 Pułku, samochód zwiadowczy oficera wywiadu oraz wojskowy ambulans.

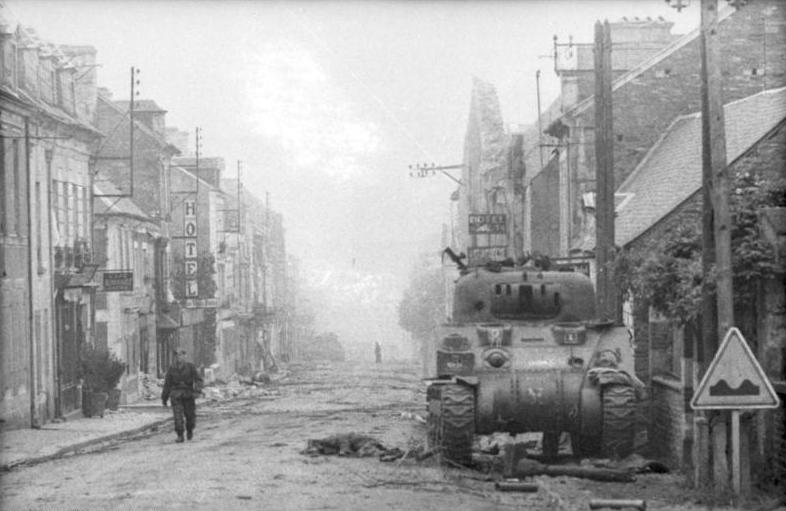
Zniszczony czołg Sherman mjr. Wella na głównej ulicy w Villers-Bocage

Uczestnicy walk: Forty oraz Taylor napisali, że Wittmann został związany walką przez Shermana Firefly i wycofał się po zawaleniu domu, z którego prowadził ogień niemiecki snajper. Natomiast Moore twierdził, że zmusił Wittmanna do odwrotu, gdy strzał z jego czołgu wgniótł wizjer kierowcy Tygrysa. Niezależnie od przyczyn, Wittmann wycofując się z centrum miasta zbliżał się jednocześnie do Dyasa, który czekał zaczajony w ukryciu, śledząc ruchy Tygrysa, by w odpowiednim momencie oddać strzał w jego cienki, tylny pancerz. Pociski z Cromwella nie dały jednak rady, a Wittmann zniszczył brytyjski czołg. Pearce napisał, że Wittmann zaatakował Cromwella z odwróconą do tyłu wieżą. Kpt. Dyas uciekł z płonącego czołgu i został zastrzelony przez niemiecką piechotę zajmującą stanowiska strzeleckie w domach wzdłuż ulicy. Wittmann pojechał na wschód, na obrzeża Villers-Bocage, zanim został unieruchomiony przez 6-funtowe działo przeciwpancerne na skrzyżowaniu w kierunku Tilly-sur-Seulles. Wittmann napisał, że jego czołg został uszkodzony przez działo czołgowe w centrum miasta. W mniej niż 15 minut 13–14 czołgów, dwa działa przeciwpancerne i 13–15 transporterów opancerzonych zostało zniszczonych przez 2. kompanię 10. batalionu czołgów ciężkich, wiele z nich przez czołg Wittmanna. Wittmann i jego załoga udali się do siedziby Dywizji Panzer Lehr w Cháteau d’Orbois, 6 km na północ od Villers-Bocage.

### Wzgórze 213
Mjr Werncke z Dywizji Panzer Lehr przeprowadził zwiad przed Wzgórzem 213 przed południem i idąc pieszo, odkrył kolumnę pustych czołgów Cromwell. Ich załogi studiowały mapę z oficerem z przodu kolumny. Werncke odjechał, zanim Brytyjczycy zdążyli zareagować. Na wschodnim krańcu Villers-Bocage zauważył „płonące czołgi, transportery piechoty i martwych Anglików (niem. potocznie Tommies), po czym pojechał z powrotem do kwatery głównej Dywizji Panzer Lehr w Château d’Orbois. Po zasadzce na Wzgórzu 213 Szwadron A 4 Pułku miał już tylko 9 czołgów, w tym dwa Firefly i Cromwell, a niektórym brakowało załogi. Była też jedna drużyna strzelców i jeden oficer. Postanowiono utrzymać pozycję na grzbiecie, dopóki nie pojawią się posiłki i nie zostanie zorganizowana obrona we wszystkich kierunkach. Jednak około godz. 10:00 Niemcy podciągnęli piechotę i artylerię, w szczególności żołnierzy 4. kompanii 101. batalionu czołgów ciężkich, którzy odcięli Wzgórze 213 od miasta i zaczęli zbierać jeńców pomiędzy grzbietem a miastem. Część Brytyjczyków jednak uciekła i około 30 z nich wróciło do swoich oddziałów.
1. batalion 7 Pułku zajął pozycje obronne w Villers-Bocage i wziął do niewoli trzech żołnierzy z niemieckiej 2. Dywizji Pancernej. Posiłki przygotowywały się do uratowania żołnierzy na Wzgórzu 213, ale Cranley anulował akcję. Około godz. 10:30 poinformował on swoich oficerów, że pozycja na Wzgórzu 213 jest nie do utrzymania, a odwrót stał się niemożliwy. Dwie godziny później jedna załoga Cromwella próbowała przebić się ze Wzgórza 213 do Villers-Bocage okrężną drogą, lecz maszyna została obezwładniona przez ogień niemieckich czołgów. Niemcy ostrzelali drzewa rosnące wzdłuż drogi, strącając na plecy nieprzyjacielskich żołnierzy pnie i odłamki drewna. Po pięciu minutach ostrzału obrońcy Wzgórza 213 poddali się. Brytyjczycy próbowali spalić swoje czołgi, by nie wpadły w ręce wroga, lecz niemieccy żołnierze szybko ugasili ogień i zabrali trzydziestu jeńców z 4 Pułku wraz z kilkoma strzelcami i żołnierzami artylerii królewskiej. Kilku mężczyzn uciekło; kpt. Christopher Milner z Brygady Strzelców spędził resztę dnia biegnąc i po zmroku wrócił do brytyjskich linii.

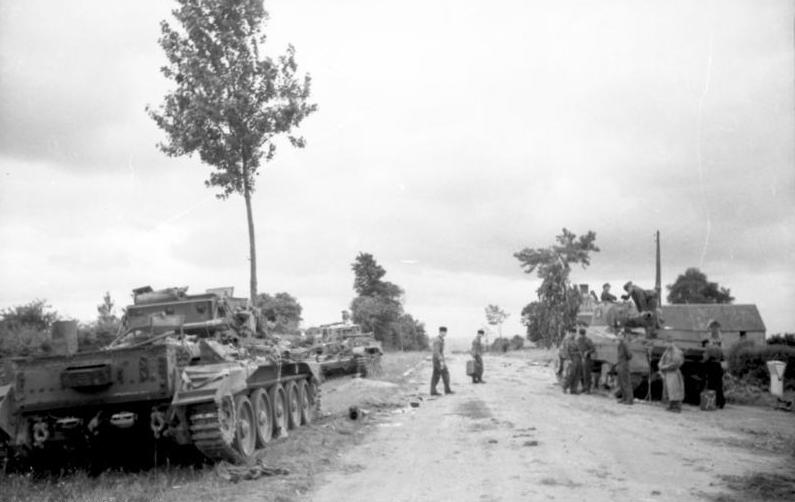
Zniszczone brytyjskie czołgi pod Wzgórzem 213 po odzyskaniu terenu przez Niemców. Dwa zniszczona Cromwelle po lewej i Shermanem Firefly po prawej

Wittmann poinformował o sytuacji oficera wywiadu Dywizji Panzer Lehr i otrzymał od niego Schwimmwagena, aby mógł szybko powrócić na Wzgórze 213. Kauffmann nakazał kpt. Helmutowi Ritgenowi zablokować północne wyjścia z miasta piętnastoma czołami Panzer IV, głównie z 6. kompanii 2. batalionu 130 Pułku Panzer Lehr oraz dziesięcioma, które wyjechały prosto z warsztatu polowego na południe od drogi krajowej 175. Ritgen spotkał się z dowódcą Dywizji PanzerLehr, gen. Fritzem Bayerleinem w Villy-Bocage. Gdy czołgi Ritgena zbliżyły się do Villers-Bocage, wpadły na brytyjską osłonę przeciwpancerną, w wyniku czego stracono jedną maszynę. Cztery Panzer IV wkroczyły do miasta od południa, pierwsze dwa z nich zostały obezwładnione; po czym pozostałe wycofały się.
W Villers-Bocage kompania A 1/7 Pułku zabezpieczyła teren wokół stacji kolejowej, a kompanie B i C zajęły wschodnią część miasta. Niemiecka piechota weszła do miasta, po czym zaczęły się walki o każdy dom. Dwa niemieckie czołgi zostały uszkodzone i wyparte, ale wszystkie kompanie piechoty 1/7 Pułku wymieszały się między sobą, dlatego nakazano im wycofać się w celu przegrupowania. Kompania A została następnie wysłana z powrotem na dworzec kolejowy, kompanię C przydzielono do północno-wschodniego krańca miasta, a kompanię D przesunięto na południowo-wschodni kraniec. Kompania B została umieszczona w rezerwie, a batalionowe działa przeciwpancerne rozmieszczono wzdłuż linii frontu. Na rynku przygotowano zasadzkę przy użyciu Shermana Firefly, kilku Cromwellów, 6-funtowej armaty przeciwpancernej i piechoty 1/7 Pułku z granatnikami PIAT, którzy czekali na czołgi niemieckie jadące w dół głównej ulicy. Na zachód od miasta Niemcy zaatakowali 1 batalion 5 Pułku pod Livry, w wyniku czego stracili jeden czołg.

### Popołudnie

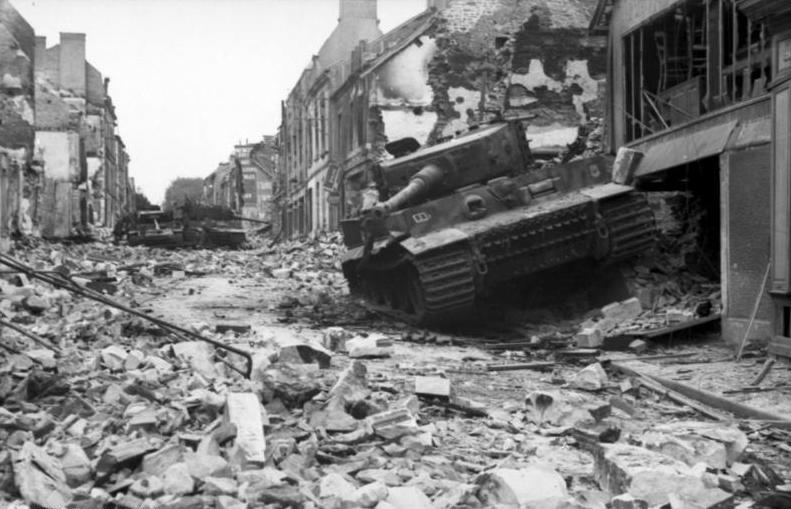
Obezwładnione niemieckie czołgi na głównej ulicy Villers-Bocage. Historyk Henri Marie twierdzi, że Tygrys na pierwszym planie został wyeliminowany przez brytyjską piechotę uzbrojoną w granatniki; nikt z załogi nie przeżył. Widoczne zniszczenia zabudowy była tylko częściowo spowodowane przez bitwę; 14 czerwca samoloty Hawker Typhoon brytyjskiego RAF-u zaatakowały miasto na kilka godzin przed zrobieniem tego zdjęcia.

Około godz. 13:00 czołgi Dywizji Panzer Lehr wjechały do Villers-Bocage bez wsparcia piechoty. Cztery maszyny typu Panzer IV próbowały wejść od południa w pobliżu wraku zniszczonego wcześniej Panzer IV, lecz dwa zostały od razu obezwładnione ogniem dział przeciwpancernych. Tygrysy przesunęły się do tego obszaru i po krótkiej wymianie ognia uciszyły stanowiska armat przeciwpancernych. Möbius podzielił kontratak na dwa uderzenia: w dół główną autostradą przez Villers-Bocage oraz na południową część miasta równolegle do głównej drogi, aby zabezpieczyć centrum. Tygrysy posuwały się powoli, aby zmusić przeciwnika do wycofania się, tymczasem same zmierzały prosto w brytyjską zasadzkę. Stojący w rynku Sherman Firefly jako pierwszy otworzył ogień. Nie trafił, ale działo przeciwpancerne obezwładniło pierwszego Tygrysa. Po tym wydarzeniu grupa trzech Tygrysów rozdzieliła się i pojechała bocznymi uliczkami, by oskrzydlić Brytyjczyków; wtedy jeden z nich został trafiony przez działo przeciwpancerne i zniszczony, a pozostałe dwa zaatakowane przez piechotę z PIAT-ami, w wyniku czego jeden został zniszczony, a drugi unieruchomiony.
Piąty Tygrys zatrzymał się na głównej ulicy w pobliżu miejsca zasadzki, najwyraźniej czekając, aż Brytyjczycy wyjdą z ukrycia. Został zauważony przez załogę Shermana Firefly przez okna narożne budynku. Załoga obróciła wieżę tak, aby pocisk przeleciał przez obydwa okna. Tygrys został trafiony w osłonę działa i uciekł w boczną ulicę. Wtedy Cromwell zbliżył się do głównej ulicy i strzelił w Tygrysa, obezwładniając go, a następnie wrócił za osłonę. Firefly obezwładnił jeszcze Panzer IV, a podczas krótkiej przerwy w walce uszkodzone czołgi zostały polane benzyną i podpalone przez niemieckie załogi. Według Robert Moore’ a, kpt. Bill Cotton, podjął próbę ugaszenia pożaru w jednym z nich wspólnie z francuską strażą pożarną. Tymczasem poza miastem siły 7 Dywizji Pancernej rozciągnęły się z powrotem do Amayé-sur-Seulles i zostały zaatakowane z północy oraz z południa. Ataki zostały odparte, a w Tracy-Bocage 11 Pułk Huzarów pokonał punkt niemieckiego oporu.
Pod ostrzałem moździerzowym i artyleryjskim Niemcy zaatakowali kompanię A 1/7 Pułku w mieście, wskutek czego jeden z jej plutonów został odcięty i schwytany. Pomimo obecności całego batalionu w mieście, niemiecka piechota znalazła drogę do centrum. Jednak nacierające z południa dwa bataliony grenadierów 2 Dywizji Pancernej zostały zaatakowane przez Szwadron B 4 Pułku i poniosły wiele strat. Obie strony wezwały wsparcie artyleryjskie, a kilka brytyjskich moździerzy i transporter piechoty został zniszczony. Do godz. 18:00 kwatera dowództwa batalionu została zagrożona, a Hinde postanowił wycofać się, zanim po zmroku miasto stanie się nie do utrzymania. Pod osłoną dymu i ostrzału w wykonaniu artylerii 5 Pułku oraz amerykańskiego V Korpusu piechota wycofała się, kryjąc się za pancerzami czołgów 4 Pułku. Niemcy nękali wycofujących się Brytyjczyków ogniem artyleryjskim, a piechota z Tracy-Bocage atakowała ich przez dwie i pół godziny powtarzającymi się atakami typu uderz i uciekaj podczas odwrotu. Chociaż kosztowne dla Niemców, trwało to aż do godz. 22:30.

### 14 czerwca

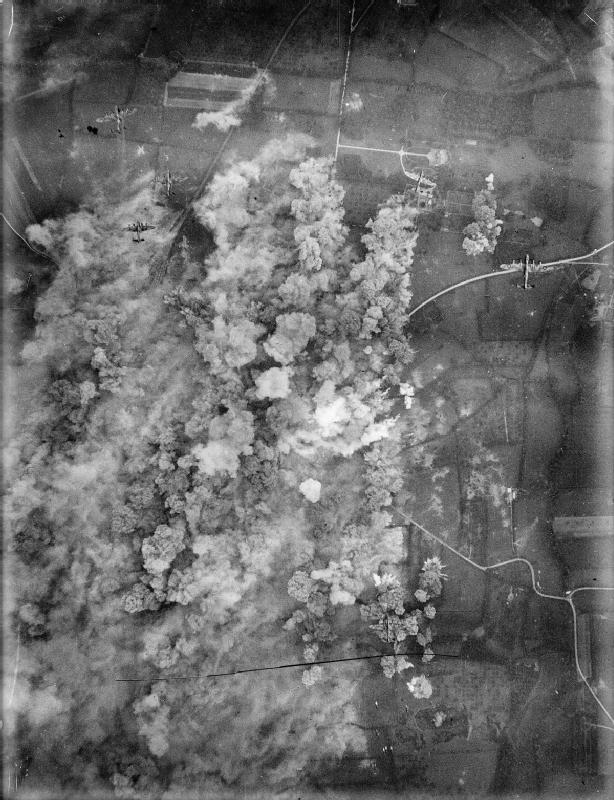
Miasto Villers-Bocage sfotografowane z powietrza podczas nalotu bombowego 30 czerwca 1944 r. Widocznych jest sześć bombowców Avro Lancaster

14 czerwca 22 Brygada Pancerna utworzyła pozycje obronne we wszystkich kierunkach w rejonie Amayé-sur-Seulles – Tracy-Bocage – St-Germain z widokiem na Villers-Bocage. Dywizja Panzer Lehr wspierana przez 1. kompanię 101. batalionu czołgów ciężkich zaatakowała ich tego dnia. Amerykańska 1 Dywizja Piechoty stacjonująca na wzgórzach wokół Caumont otworzyła zmasowany ogień artyleryjski, który pomógł Brytyjczykom odeprzeć pierwszy niemiecki atak. Później atakujący zbliżyli się tak blisko, że artyleria nie mogła strzelać bez ryzyka trafienia w pozycje brytyjskie. Pluton pojmany przez Niemców poprzedniego dnia został odbity, a kontratak przy użyciu czołgów i piechoty zmusił Niemców do wycofania się. Następnie Niemcy rozpoczęli kilkugodzinny ogień nękający artylerii i zaatakowali z dwóch stron, także angażując do walki czołgi, które przerwały perymetr obronny i zbliżyły się do kwatery głównej brygady, zanim zostały odparte. Mimo pewności, że pozycje brygady mogą zostać utrzymane, niezdolność 50 Dywizji Piechoty Northumbrian do przyjścia z odsieczą skłoniła dowództwo do decyzji o wycofaniu brygady i wyprostowaniu linii frontu.

## Następstwa

### Straty
Sprzeczne dane pochodzące ze źródeł historycznych utrudniają ustalenie dokładnej liczby ofiar bitwa o Villers-Bocage. 22 Brygada Pancerna straciła około 217 zabitych, rannych i zaginionych, z których wielu zostało wziętych do niewoli na Wzgórzu 213. Liczba ta obejmuje pięciu strzelców, którzy zostali schwytani, ale zostali następnie zastrzeleni przez pilnujących ich strażników, prawdopodobnie podejrzewających próbę ucieczki, kiedy spontanicznie schronili się w rowie przed amerykańskim ostrzałem artyleryjskim. Brytyjczycy stracili od 23 do 27 czołgów, z których ponad połowa znajdowała się przy Wzgórzu 213, gdzie Szwadron A 4 Pułku stracił wszystkie 15 czołgów. Poddziały Dywizji Panzer Lehr i 2 Dywizji Pancernej uczestniczyły również w walkach w innych miejscach w dniu 13 czerwca, a ich ofiary poniesione w Villers-Bocage nie były liczone oddzielnie. Jedynie 101. batalion czołgów ciężkich SS był zaangażowany tylko w Villers-Bocage; Taylor wymienia dziewięciu zabitych i dziesięciu rannych w szeregach jego 1. kompanii, a jednego zabito i trzech rannych w 2. kompanii.
Źródła różnią się odnośnie do liczby zniszczonych niemieckich czołgów, częściowo dlatego, że dywizja Panzer Lehr została podzielona na grupy bojowe, przez co nie można być pewnym liczby utraconych przez nich Panzer IV. Straty wśród niemieckich czołgów szacuje się na ogół na od 8 do 15, w tym sześć Tygrysów. Chester Wilmot twierdzi, że była to poważna strata, ponieważ w całej Normandii znajdowało się wówczas tylko 36 czołgów Tygrys. Taylor napisał, że liczby podane przez Brytyjczyków obejmowały również czołgi, które zostały unieruchomione, a później odzyskane przez Niemców. Osobną kwestią są straty cywilne. Marie wymienił co najmniej dziewięciu francuskich cywilów, którzy zginęli 13 czerwca. Sześcioro zostało zabitych przez ogień krzyżowy lub odłamki pocisków czołgowych podczas bitwy, a troje przez ogień artyleryjski tuż przed północą. Troje ofiar mogło być wynikiem zbrodni wojennych. Więcej mieszkańców Villers-Bocage zginęło w późniejszych walkach i bombardowaniach niż w trakcie bitwy z 13 czerwca. Po wycofaniu się sił brytyjskich miasto zostało ponownie zajęte i przeszukane przez Niemców; podpalono kilka sklepów, domów oraz ratusz.

### Bombardowanie i wyzwolenie

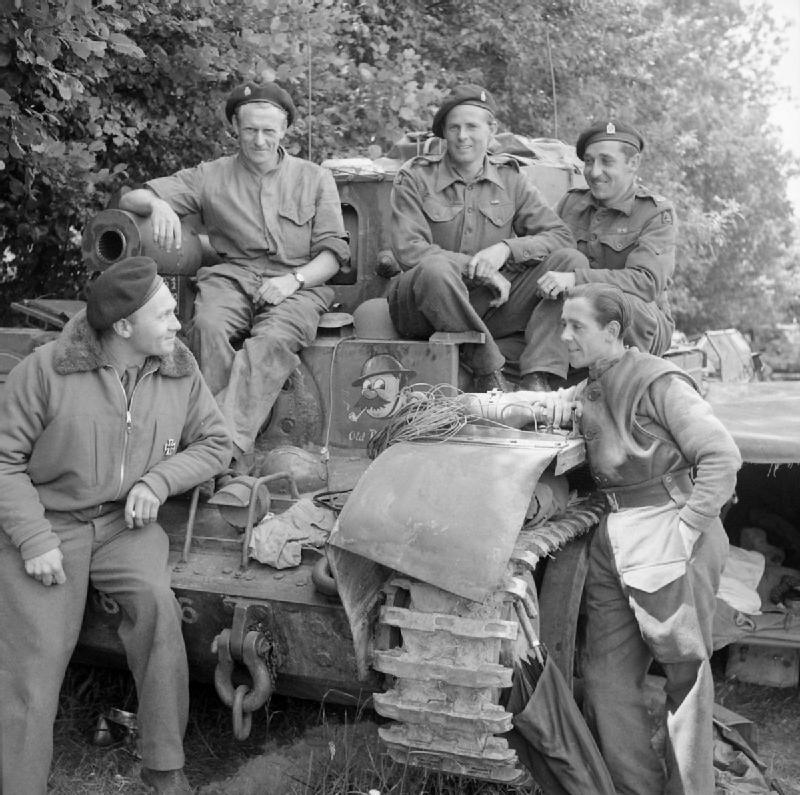
Kpt. Bill Cotton (po lewej, ze zdobycznym Krzyżem Żelaznym przypiętym do kieszeni munduru) i jego załoga czołgu

W nocy z 14 na 15 czerwca, jako osłona odwrotu 22 Brygady Pancernej, 337 bombowców Royal Air Force (RAF) (223 Lancastery, 100 Halifaxów i 14 Mosquitów) z 4, 5 i 8 Grupy Bombowej RAF-u zrzuciło 1700 ton bomb na miasto Évrecy i na cele wokół Villers-Bocage, niszcząc jeden czołg Tygrys i uszkadzając trzy kolejne. Nie utracono żadnego samolotu. Nieco ponad dwa tygodnie później, 30 czerwca o godz. 20:30, Villers-Bocage zostało ponownie zbombardowane przez 266 bombowców (151 Lancasterów, 105 Halifaxów i 10 Mosquitów z 3, 4 i 8 Grupy Bombowej RAF-u) jako przygotowanie przed Operacją Epsom, zrzuciły wtedy 1100 ton bomb. Zestrzelono tylko dwa samoloty. Miasto było ważnym węzłem transportowym dla wojsk niemieckich i choć spodziewano się, że siły Wehrmachtu zostaną rozbite w bombardowaniu, w tym czasie w Villers-Bocage byli obecni tylko francuscy cywile. Po poważnych zniszczeniach w wyniku walk z 13 czerwca i kolejnych nalotów bombowych miasto zostało wyzwolone przez patrol 1. batalionu Pułku Dorset z 50 Dywizji Piechoty Northumbrian, 4 sierpnia 1944 r.

### Zmiany rozkazów
Na początku sierpnia blisko 100 oficerów, w tym Bucknall, Erskine, Hinde i inni starsi oficerowie, którzy walczyli pod Villers-Bocage zostali usunięci ze swoich stanowisk i przydzieleni do innych jednostek. Historycy w dużej mierze zgadzają się, że było to konsekwencją niepowodzenia w bitwie z 13 czerwca i zostało zaplanowane już w momencie odwrotu jednostek brytyjskich. Daniel Taylor jest zdania, że wynik bitwy stanowił po prostu dogodny pretekst i że zwolnienia miały miejsce „w celu wykazania, że dowództwo wojskowe robiło coś, aby przeciwdziałać złej opinii publicznej na temat przebiegu kampanii”.

### Nagrody i odznaczenia
W 1956 i 1957 r. do systemu honorowych tytułów jednostek wojskowych Wielkiej Brytanii i Brytyjskiej Wspólnoty Narodów przyjęto tytuł Villers-Bocage poprzez przyznanie za udział w bitwie o Villers-Bocage tego tytułu jedenastu jednostkom za działania przy poszerzaniu przyczółka w Normandii w dniach 8–15 czerwca. Za swoje działania pod Villers-Bocage Michael Wittmann awansował do stopnia Hauptsturmführera i otrzymał Miecze do swojego Krzyża Rycerskiego.

## Analiza

### Propaganda
Obie strony próbowały wykorzystać bitwę Villers-Bocage dla celów propagandowych. Dla przykładu, po ucieczce z obezwładnionego czołgu por. John Cloudsley-Thompson i jego załoga z 4 Pułku spędzili większość dnia w piwnicy w Villers-Bocage. Wrócili po zmroku i zostali zabrani przez oddziały 50 Dywizji Piechoty Northumbrian. Podczas przesłuchania Cloudsley-Thompson powiedział, że „nigdy nie chce widzieć innego czołgu, dopóki żyje”, ale brytyjska prasa zacytowała ich wypowiedź jako: „Pierwszą rzeczą, o którą poprosiło pięciu czołgistów, był nowy czołg”. Ponieważ Brytyjczycy stracili kontakt z siłami na Wzgórzu 213 i wycofali się z Villers-Bocage, nie wiedzieli o stratach po obu stronach. Niemiecka machina propagandowa szybko uznała Wittmanna za bohatera, który zniszczył wszystkie brytyjskie czołgi w Villers-Bocage.
Wittmann nagrał wiadomość radiową wieczorem 13 czerwca, opisując bitwę i twierdząc, że późniejsze kontrataki zniszczyły brytyjski pułk pancerny i batalion piechoty. Trzy połączone ze sobą zdjęcia opublikowane w niemieckim magazynie wojskowym Signal dały fałszywe wyobrażenie o skali strat wroga. Kampania propagandowa zyskała rozgłos w Niemczech i za granicą, tworząc również u Brytyjczyków przekonanie, że bitwa o Villers-Bocage była katastrofą, podczas gdy jej wyniki były mniej wyraźne. Schneider, instruktor niemieckiej szkoły pancernej Bundeswehry i historyk wojskowości napisał, że Waffen-SS brakowało w tamtym czasie doświadczonych załóg czołgowych w porównaniu z dywizjami pancernymi wojsk alianckich. Waffen-SS mogło walczyć z wyróżnieniem podczas bitwy pod Kurskiem, ale nie było w stanie dorównać przeciwnikowi w Normandii rok później, stąd próby Dietricha wykreowania Wittmanna na bohatera.

### Wittmann

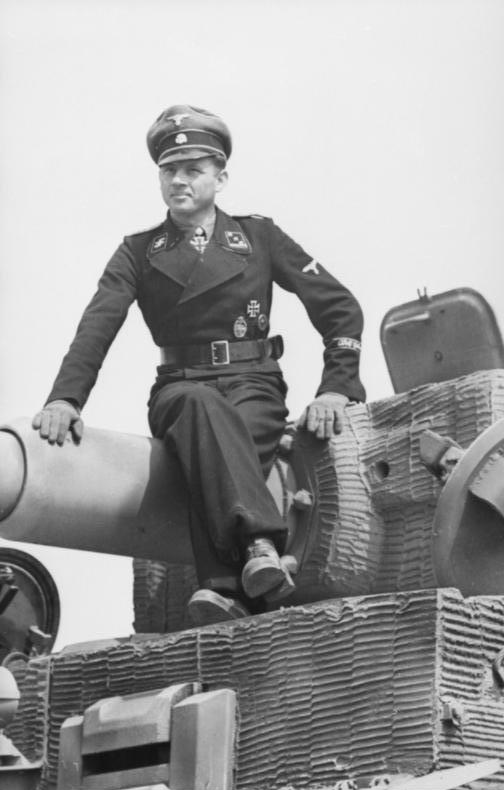
Niemiecki dowódca czołgu Michael Wittmann, sfotografowany miesiąc przed rozpoczęciem Operacji Overlord

W 2007 r. Stephen Badsey napisał, że zaangażowanie Wittmanna w atak na brytyjską 22 Brygadę Pancerną przyćmił okres jego służby od lądowania aliantów w Normandii do 13 czerwca w relacjach historycznych. Carlo D’Este napisał, że atak Wittmanna był „jednym z najbardziej niesamowitych starć w historii walk pancernych”, Max Hastings nazwał to „jednym z najbardziej niszczycielskich dokonań wojennych autorstwa jednego człowieka”, zaś Antony Beevor napisał, że była „to jedna z najbardziej niszczycielskich zasadzek w historii armii brytyjskiej”. Hubert Meyer przypisał porażkę operacji Perch „odwadze Wittmanna, jego zdolnościom taktycznym i technicznym oraz [...] odwadze, wiedzy i koleżeństwu jego załogi czołgu”. Henri Marie nazwał atak „decyzją pod wpływem chwili”, która pokazała szybkie zrozumienie przez Wittmanna możliwości zaskoczenia Brytyjczyków, ale określił tę akcję jako nierozsądną i uważa, że inni historycy dali się wciągnąć w zasadzkę Wittmanna tak samo jak wojska brytyjskie; Wittmann stracił przecież pierwszego Tygrysa obezwładnionego przez aliantów w czasie kampanii w Normandii.
John Buckley przypisał hiperbolę w interpretacji dokonań Wittmanna utrzymującemu się wpływowi niemieckiej kampanii propagandowej i skrytykował D’Este oraz Meyera za wyolbrzymianie jego roli i sugerowanie, że ten samodzielnie zatrzymał 7 Dywizję Pancerną. Buckley napisał, że twierdzenie Russella Harta, jakoby Wittmann „prawie unicestwił” szpicę 7 Dywizji Pancernej, było błędne, z kolei Gary Simpson dopuścił się „kompletnego powtórzenia tez propagandy niemieckiej”. Badsey nazwał atak Wittmanna i uwagę, jaką wykazał, „niezwykłą, ale przecenioną”. W 2013 roku Buckley napisał, że brak zrewidowania tez nazistowskiej propagandy przez pisarzy i historyków była niewybaczalnym zaniedbaniem, gdy analiza faktów wykazała, że porażka 7 Dywizji Pancernej przez jedną załogę Tygrysa dowodzoną przez Wittmanna była mitem. Wittmann wykonał odważny atak, który pomógł zatrzymać postępy 4 Pułku, ale nie podjął pojedynczego wysiłku; akcja na Wzgórzu 213 była dowodzona przez Rolfa Möbiusa.

## Taktyka
Antony Beevor i Patrick Delaforce napisali, że skutki zasadzki nie byłyby tak bolesne, gdyby ta została wykryta wcześniej, i obwinili za porażkę „brak dostarczenia przez Erskine’a oddziału rozpoznawczego” przed brytyjską szpicę, gdy ta przeniosła się pod Wzgórze 213. Marie zauważa, że brytyjska szpica ataku wyprzedziła resztę Brygady, której flanki były dobrze chronione i posuwała się naprzód przy słabym rozpoznaniu oraz niewielkiej ilości danych wywiadowczych o siłach wroga. Milner z Brygady Strzelców napisał, że nie zebrano informacji od mieszkańców miasta, kiedy trzeba było to zrobić, i że gdyby pluton zwiadowczy batalionu był obecny pod Wzgórzem 213, wynik pierwszego starcia mógł być inny. Milner również uważa, że pierwszy atak mógł zostać odparty, gdyby oficerowie batalionu i podoficerowie byli ze swoimi ludźmi, a nie na naradzie na szczycie wzgórza. Buckley napisał, że chociaż Wittmann wykazał się dużą śmiałością, przyczyny brytyjskiej klęski były znacznie szersze i że to Brytyjczycy byli winni porażki w Villers-Bocage, a nie lepsze niemieckie czołgi. Hastings twierdzi, że chociaż Tygrys był „nieporównywalnie” bardziej zabójczy niż Cromwell, to większe znacznie miał wpływ „bałaganu” powodowanego na polu bitwy przez Tygrysy na morale żołnierzy nieprzyjaciela i że 

niemieckim osiągnięciem z 13–14 czerwca było to, że pomimo znacznej przewagi liczebnej Brytyjczyków w całym sektorze, skutecznie utrzymywali ich wszędzie w niepewności, jednocześnie koncentrując wystarczające siły, aby zdobyć kluczowe punkty. Z kolei Brytyjczycy nie zdołali przynieść tam wystarczających sił, aby się nim przeciwstawić.

Marie zauważa, że gen. Miles Dempsey był rozczarowany brakiem taktycznego talentu pokazanego przez bryg. Hinde’a, przez całą bitwę i że Brytyjczycy powinni stosować lepszą taktykę, niż próbować ataku pancernego bez wsparcia piechoty w bocage. Brytyjczycy rankiem tego dnia stoczyli nieskoordynowaną bitwę piechoty i czołgów, a Niemcy robili to samo przez resztę dnia.

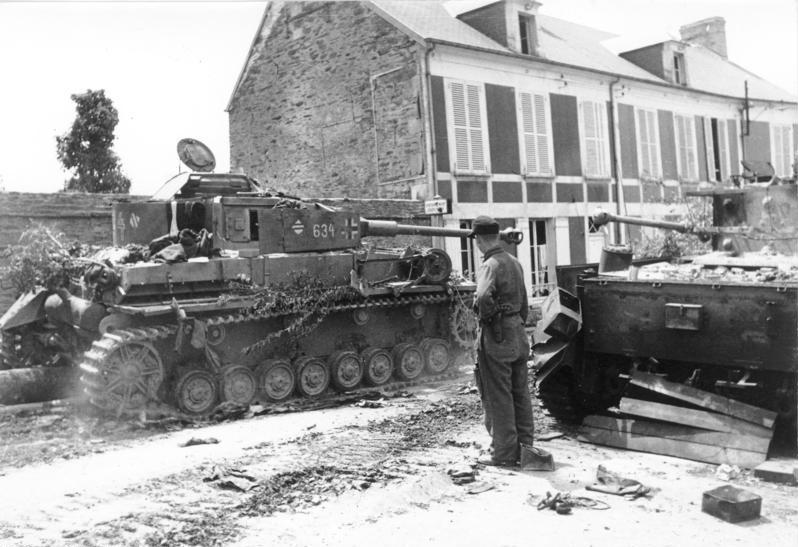
Obezwładniony Panzer IV w Villers-Bocage

Schneider opisuje udział 101. batalionu czołgów ciężkich SS w bitwie o Villers-Bocage jako „absolutnie nie inspirujący”. Kompanie Tygrysów i Dywizja Panzer Lehr zapobiegły poważnemu przerwaniu frontu przez wojska brytyjskie, ale niemiecki kontratak nie musiał być tak fragmentaryczny. Möbius i 1. kompania kontrolowali drogę do Caen, więc Wittmann miał czas zaplanować skoordynowane uderzenie. Schneider napisał, że „kompetentny dowódca kompanii pancernej nie popełnia tak wielu poważnych błędów”. Umieszczając Tygrysy w holwegu, z pojazdem mającym problemy z silnikiem na czele kolumny, Wittmann zaryzykował zablokowanie całej kompanii. Schneider nazwał natarcie Wittmanna odważnym, ale wykonanym „wbrew wszelkim zasadom”. Wcześniej nie zebrano żadnych danych wywiadowczych o przeciwniku i nie zgrano „środka ciężkości” ani „koncentracji sił” w ataku. „Większość 2. kompanii oraz 1. kompania Rolfa Möbiusa napotkała wroga, który przeszedł już do obrony”.
Zdaniem Marie, gdyby Wittmann właściwie przygotował atak z udziałem reszty jego kompanii i 1. kompanii, można by osiągnąć znacznie lepsze wyniki. „Bezmyślność tego rodzaju miała kosztować [Wittmanna] życie [w] sierpniu […] pod Gaumesnil, podczas niedbałego ataku przeprowadzonego na otwartym terenie z odsłoniętą flanką”. Meyer napisał, że wkroczenie 2. kompanii do miasta bez wsparcia piechoty było „oczywiście niewskazane”. Marie nazwał to poważnym błędem taktycznym ze strony Möbiusa, ale w danych okolicznościach było to uzasadnione ryzyko. Piechota była wtedy niedostępna, natomiast na Brytyjczykach można było wywrzeć wpływ psychologiczny poprzez zniszczenie całej ich szpicy w tak krótkim czasie”.

### Odwrót sił brytyjskich
Brytyjski historyk Lionel Ellis opisał wycofanie 22 Brygady Pancernej i wyjaśnił, że wraz z niespodziewanym przybyciem niemieckiej 2 Dywizji Pancernej brytyjska 7 Dywizja Pancerna „nie mogła osiągnąć pełnego sukcesu”. Pogląd ten został częściowo poparty przez odprawę przekazaną dowódcom 7 Dywizji Pancernej przed odwrotem, ale zyskał niewielkie poparcie. W 1979 r., po odtajnieniu raportów systemu Ultra, okazało się, że przechwycone niemieckie meldunki ujawniły, iż 2 Dywizja Pancerna była 56 km od linii frontu w dniu 12 czerwca. Ralph Bennett nazwał twierdzenie Montgomery’ego, że dywizja „została zaskoczona”, nieuczciwym. Buckley napisał, że rozkaz wycofania się został wydany, zanim 2 Dywizja Pancerna nadeszła w pełnej sile, a Reynolds napisał, że „czołgi 2. Dywizji Pancernej nie były w tamtej chwili w pobliżu Villers-Bocage”. Ellis opisał odwrót jako tymczasowy; 7 Dywizja Pancerna miała zostać wzmocniona przez 33 Brygadę Pancerną, aby odnowić ofensywę w kierunku Évrecy.
David French napisał, że formacje drugiego rzutu lądujące w Normandii były opóźnione średnio o dwa dni i że gdyby 33 Brygada Pancerna, 49 Dywizja Piechoty Wet Riding i brygada piechoty z 7 Dywizji Pancernej wylądowały na czas, może XXX Korpusowi udałoby się zabezpieczyć Villers-Bocage przed przybyciem znacznych sił niemieckich. Inni historycy zauważają, że znaczne siły brytyjskie pozostały niezaangażowane podczas bitwy. Np. Mungo Melvin zauważa, że chociaż 7 Dywizja Pancerna zmieniła swój szyk na elastyczną strukturę sił połączonych, czego nie zrobiły inne brytyjskie dywizje pancerne aż do Operacji Goodwood, to ani 131 Brygada Piechoty, ani rezerwa dywizji pułku pancernego i batalion piechoty nie zostały dobrze wykorzystane.
Buckley odniósł się do koncepcji „zmniejszonej brygady pancernej z ograniczonym wsparciem mobilnej piechoty i artylerii” wątpiąc, by taka formacja mogła zmartwić Niemców, przy czym zauważył, że 151 Brygada Piechoty była przez cały ten czas dostępna w rezerwie korpusu. Hastings krytykował brytyjską niezdolność do skoncentrowania sił w kluczowym miejscu i czasie, odnosząc się do odczuć „ludzi na miejscu” w Villers-Bocage mówiących, że „dodatkowa brygada piechoty mogła mieć decydujący wpływ na zmianę przebiegu bitwy”. Natomiast D’Este poparł twierdzenie dowódcy XXX Korpusu Bucknalla, że ani 151 Brygada Piechoty, ani 49 Dywizja Piechoty nie mogły zostać przygotowane na czas, aby wpłynąć na wynik bitwy.

### Wynik

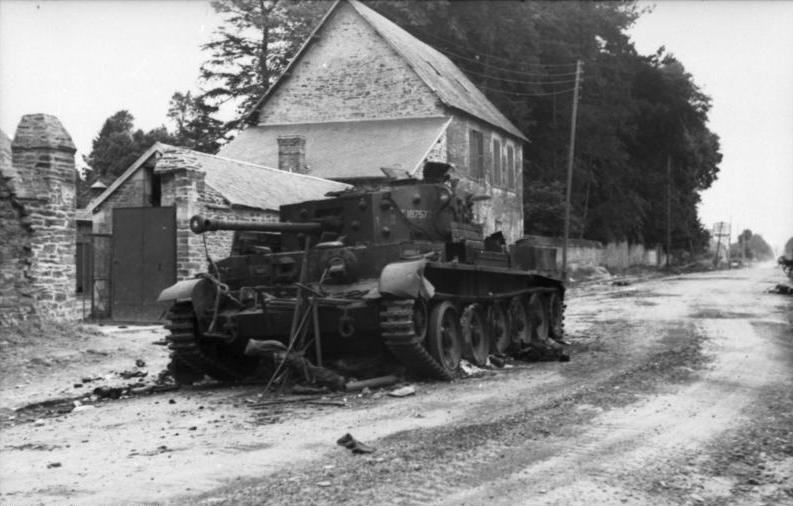
Obezwładniony czołg Cromwell w Villers-Bocage

Po zasadzce w wykonaniu 2. kompanii 101. batalionu czołgów ciężkich SS i utracie Wzgórza 213, 22 Brygada Pancerna odpierała każdy niemiecki atak przez dwa dni. Jak uważa Wilmot, „oddziały Erskine’a nie poniosły porażki po pierwszych kosztownych spotkaniach z pojedynczym Tygrysem”.
Badacze tej bitwy zwrócili się do zaangażowanych starszych dowódców o wyjaśnienie przyczyn „głupiej porażki” w Villers-Bocage. Dempsey oceniał po wojnie, że „ten atak 7 Dywizji Pancernej powinien był się udać. Nigdy bym nie przewidział, że Bucknall i Erskine mogliby zacząć od takiej porażki […], całe dowodzenie w tej bitwie było hańbą. Decyzję o wycofaniu się [z Villers-Bocage] podjął dowódca korpusu i Erskine.
D’Este nazwał Dempseya „zbyt surowym” w jego ocenach i uważał, że po opuszczeniu miasta wycofanie się Brygady było nieuniknione. Inni historycy sugerują, że Bucknall szybko stracił szansę na zdobycie Caen. Montgomery był przełożonym Bucknalla i stwierdził, że jego protegowany „nie był w stanie dowodzić Korpusem, gdy bitwa stała się mobilna”. Buckley napisał, że Bucknall nie był przygotowany na wsparcie ataku, gdy pojawiły się problemy i że Erskine nie był odpowiednim człowiekiem do tego zadania. Wilmot zgodził się z Dempseyem, że Bucknall, a nie Niemcy był winny wycofania się 7 Dywizji Pancernej. Dalej napisał, że Bucknall odmówił wzmocnienia dywizji, ponieważ już zdecydował, że jego linie komunikacyjne są zagrożone. „Ta wielka szansa na przerwanie linii wroga i poszerzenie przyczółka alianckiego zaginęła nie tyle w lasach i sadach wokół Villers-Bocage, co w umyśle dowódcy korpusu”.
D’Este z kolei napisał, że brak przełamania niemieckiej linii frontu na południe od Caen i oskrzydlenia I Korpusu Pancernego SS był „jednym z najbardziej kosztownych błędów alianckich” w tej kampanii. Wraz z wycofaniem się sił brytyjskich utracono szansę na zorganizowanie „operacji powietrznodesantowej” w celu zdobycia Caen lub poszerzenia alianckiego przyczółka. Wilmot uważa, że po tej bitwie „Caen [mogło] zostać zdobyte już tylko w drodze generalnego szturmu”. Hastings nazwał Villers-Bocage „klęską” i momentem, który „oznaczał dla Brytyjczyków koniec walki o ziemię, trwającej od D-Day”. Reynolds napisał, że konsekwencje bitwy zaczęły być odczuwalne dopiero w nadchodzących tygodniach, podczas kosztownych ataków niezbędnych do wyparcia Niemców z Caen i okolic. Oficjalna historia 7 Dywizji Pancernej nazywała bitwę nierozstrzygniętą: „genialna obrona Villers Bocage, […] chociaż zmusiła nas do wycofania się na około siedem mil, kosztowała wroga straty nieproporcjonalne do efektów”. Ten pogląd podziela Taylor, który napisał, że bitwa zakończyła się bez wyłonienia wyraźnego zwycięzcy.